# Unut
Unut (Wenut) – prabóstwo egipskie przedstawiane początkowo w postaci węża, a z czasem jako kobieta z głową zająca. Unut była patronką Hermopolis, a jej domeną był chaos w pierwotnych wodach El-Aszmonin.